# Keteenimine

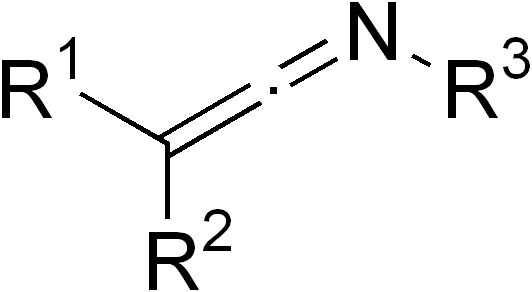
Algemene structuurformule van een keteenimine.

De keteenimines vormen een klasse van organische verbindingen die kunnen opgevat worden als stikstofanalogen van ketenen. Ze zijn ook verwant met de allenen. De stamverbinding van de stofklasse wordt eveneens aangeduid als keteenimine, maar heeft als IUPAC-naam etheenimine.